# Forma diferencial
En geometría diferencial, la forma diferencial es un objeto matemático perteneciente a un espacio vectorial que aparece en el cálculo multivariable, cálculo tensorial o en física. Comúnmente una forma diferencial puede ser entendida como un operador multilineal antisimétrico definido sobre el espacio vectorial tangente a una variedad diferenciable. En un espacio o variedad de dimensión n, pueden definirse 0-formas, 1-formas, ... y n-formas. 
El concepto de forma diferencial es una generalización sobre ideas previas como el gradiente, la divergencia, el rotacional, etc. Esa generalización y la moderna notación usada en el estudio de las formas difenciales se debe a Élie Cartan.

## 0-formas, 1-formas yk-formas
El ejemplo no trivial más sencillo de una forma diferencial lo constituyen las 1-formas, también llamadas formas pfaffianas. Estas formas son la manera rigurosa de tratar los diferenciales de las funciones reales sobre una variedad (para funciones ordinarias la variedad es simplemente el espacio euclídeo, {\displaystyle \mathbb {R} ^{n}}). Las 1-formas también aparecen en física, así por ejemplo las "diferenciales" de las variables de estado usadas en termodinámica son de hecho 1-formas (aunque el tratamiento informal de las mismas descuida ese hecho). En Geometría diferencial o estudio de las variedades diferenciables, las 1-formas actúan como funciones lineales reales definidas sobre el espacio vectorial tangente a la variedad diferenciable que se esté considerando. Así pues el conjunto de todas las 1-formas definidas en un punto de la variedad es isomorfo al espacio dual del espacio vectorial tangente en dicho punto.
Otro ejemplo, un tanto trivial son las funciones reales definidas sobre una variedad, que pueden ser tratadas formalmente como 0-formas. El nombre se justifica porque existe un operador denominado diferencial exterior, que aplica k-formas en k+1-formas, puesto que la diferencial exterior de una función real es una 1-forma, se conviene en llamar 0-formas a los objetos matemáticos, como las funciones reales, cuya diferencial es una 1-forma. Así por ejemplo las funciones de estado de la termodinámica, el lagrangiano de la mecánica lagrangiana o el hamiltoniano de la mecánica hamiltoniana son de hecho 0-formas definidas sobre los respectivos espacios de configuración o espacios de fases del sistema físico.
Finalmente y usando el mayor nivel de generalidad se definen las k-formas. Una forma de grado k o k-forma es una sección diferenciable de la k-ésima potencia exterior del fibrado cotangente de la variedad. En cualquier punto P en una variedad, una k-forma da una función multilineal desde la potencia cartesiana k-ésima del espacio tangente en P a ℝ.

## Algunas definiciones formales
1. El conjunto de todas las k-formas definidas en el espacio vectorial tangente de un punto x de una variedad se llama {\displaystyle \Lambda _{x}^{k}}.
2. El conjunto de todas las formas diferenciales sobre una variedad de dimensión n, que resulta ser {\displaystyle \Lambda _{x}=\Lambda _{x}^{0}\oplus \Lambda _{x}^{1}\oplus \dots \oplus \Lambda _{x}^{n}} , es el álgebra de Grassmann de la variedad y es en sí misma un espacio vectorial de dimensión 2n.
3. Existe un operador, llamado diferencial exterior {\displaystyle d:\Lambda _{x}^{k-1}\to \Lambda _{x}^{k}\qquad 1\leq k\leq n}
4. Una k-forma diferencial {\displaystyle \omega \,} se llama cerrada si su diferencial exterior es cero, es decir, {\displaystyle d\omega =0\,}.
5. Una k-forma diferencial {\displaystyle \alpha \,} se denomina exacta si existe otra una (k-1)-forma {\displaystyle \beta \,} tal que su derivada exterior es precisamente {\displaystyle \alpha \,}, es decir, {\displaystyle \alpha =d\beta \,}.

## Integración de las formas
En una variedad diferenciable de dimensión {\displaystyle n\geq k} se puede definir el análogo de la longitud de una curva, el área de una la superficie, el volumen, o en general el k-volumen.
Cada uno de los conceptos métricos anteriores se calcula como la integración de una forma diferencial sobre un subconjunto de la variedad diferenciable. Así el concepto de longitud está asociado con 1-formas, el de área con 2-formas (elemento de área), el de volumen con 3-formas (elemento de volumen), etc.
Matemáticamente, las formas diferenciales de grado k pueden integrarse sobre cadenas k dimensionales o más generalmente conjuntos de dimensión topológica k. Si k = 0, esto es simplemente la evaluación de funciones en los puntos. Otros valores de k = 1, 2, 3 corresponden a las integrales de línea, a las integrales superficiales, a las integrales de volumen, etc. Un resultado muy importante, relacionado con la integración de formas se llama teorema de Stokes (del cual la regla de Barrow para integrales o el teorema de la divergencia son casos particulares).

## Operaciones en formas
El conjunto de todas las k-formas en una variedad son un espacio vectorial. Además, hay  otras dos operaciones: producto exterior y derivada exterior. Véase cohomología de De Rham para más detalles. 
La relación fundamental entre la derivada exterior y la integración viene dada por el teorema de Stokes generalizado, que también proporciona la dualidad entre la cohomología de De Rham y la homología de cadenas.

## Formas diferenciales en física
En física el uso de formas diferenciales es común en varias áreas, por ejemplo, la termodinámica y la teoría de la relatividad.
En termodinámica la práctica común es llamar formas pfaffianas a las 1-formas. Lamentablemente la mayoría de manuales recurren al uso convencional de dichos objetos de una forma poco o nada rigurosa. Igualmente se suele llamar diferenciales exactas a las 1-formas exactas